# Умирай само в краен случай
„Умирай само в краен случай“ е български 2-сериен телевизионен игрален филм (криминален) от 1978 година на режисьора Милен Гетов по сценарий на Богомил Райнов. Оператор е Христо Вълев. Създаден е по романа на Богомил Райнов „Умирай само в краен случай“. Музиката във филма е композирана от Иван Игнев.

## Серии
- 1. серия – 76 минути
- 2. серия – 76 минути [1].

## Сюжет
Действието се развива в средата 70-те години. В централата на Българското разузнаване е постъпил доклад, в който се съобщава, че английският наркотрафикант Дрейк се опитва да изгради мрежа за движение на наркотици от Изток на Запад, като България ще бъде разпределителен пункт. Шефът на разузнаването смята, че зад Дрейк стои ЦРУ, което иска да компрометира страната в очите на международната общественост. Разузнавачът Емил Боев е изпратен в Лондон, за да проникне в организацията на Дрейк. Той се представя за моряк, който след безпаметно напиване е пропуснал да се качи на кораба си. Останал без всякакви документи, пребит до смърт в едно от заведенията на Дрейк, той е принуден да работи за наркотрафиканта. Дрейк представя българина на най-близките си сътрудници – Джо Райт, емигранта Милев и американеца Ларкин. При обсъждане на подробности на бъдещата операция, Боев и Милев застават един срещу друг. Разузнавачът отхвърля предложенията на емигранта като нереални и носещи риск. Скоро след това Милев е намерен убит, а Боев заема неговото място в организацията. Дрейк му възлага да разработи план за операцията в България. С цел да проучи обстановката и за да създаде надежден канал, Боев е изпратен в България. За негов придружител е избрана Линда Грей, певица в едно от заведенията на Дрейк. Вече в България заедно със своите колеги той съставя план, който да заблуди Дрейк за сигурността на канала за наркотици.

## Актьорски състав
| Роля                                                       | Изпълнител                                 |
| ---------------------------------------------------------- | ------------------------------------------ |
| разузнавачът Емил Боев (в 2 серии: I, II)                  | Коста Цонев                                |
| наркотрафикантът Дрейк (в 2 серии: I, II)                  | Николай Бинев                              |
| Джо Райт, сътрудник на Дрейк (в 2 серии: I, II)            | Стефан Данаилов                            |
| емигрантът Милев – Майк, сътрудник на Дрейк (в 1 серия: I) | Иван Налбантов                             |
| Ларкин, агент на ЦРУ (в 2 серии: I, II)                    | Любомир Бъчваров                           |
| певицата Линда Грей (в 2 серии: I, II)                     | Барбара Брилска                            |
| Борислав (в 2 серии: I, II)                                | Петър Чернев                               |
| генералът (1 серия: I)                                     | Иван Кондов                                |
| Бренда (в 2 серии: I, II)                                  | Ирена Карел                                |
| Кети                                                       | Красимира Петрова                          |
| Дорис (в 2 серии: I, II)                                   | Соня Маркова                               |
| Уилям Мортън, резидент на ЦРУ                              | Андрей Чапразов                            |
| (в 1 серия: I)                                             | Йосиф Сърчаджиев                           |
|                                                            | Станислав Пищалов (като Светослав Пищялов) |
| Стентън                                                    | Светозар Неделчев                          |
|                                                            | Иван Попов                                 |
|                                                            | Добри Добрев                               |
|                                                            | Иван Веселинов                             |
|                                                            | Пламен Георгиев                            |
|                                                            | Нели Милкова                               |
|                                                            | Никола Дачев                               |
|                                                            | Стефан Георгиев                            |
|                                                            | Юли Абаджиев                               |
|                                                            | Кирил Върбанов                             |
|                                                            | Георги Атанасов                            |
|                                                            | Александър Андреев                         |
|                                                            | Ася Ковачева                               |
|                                                            | Румяна Блъскова                            |
|                                                            | Нина Костова                               |
|                                                            | Регина Цилева                              |